# Nicolas IV de Bruntál
Nicolas IV de Bruntál (également connu comme Nicolas IV de Ratibor et Bruntál, ou aussi 
Nicolas Ier d'Opava-Ratibor; tchèque : Mikuláš IV. z Bruntálu; allemand : Nikolaus IV. von Freudenthal; né vers 1370 – mort vers 1406 est un membre de la lignée d'Opava issue de la lignée cadette des Přemyslides. Il fut corégent du duché de Ratibor et Bruntál (en allemand:Freudenthal) avec son frère Jean II le Ferré.

## Biographie
Nicolas IV est le fils du duc  Jean Ier d'Opava-Ratibor et de son épouse Anna, une fille du duc Henri V de Fer de Glogau-Żagań. Son père avait hérité du duché de Ratibor en 1365 du droit de sa famille maternelle les Piast de Silésie et il devient ainsi le fondateur de la lignée Opava-Ratibor de la branche d'Opava de la dynastie des Přemyslides de Silésie et de Moravie-Silésie
Nicolas IV est encore mineur à la mort de son père en 1381. Avec son frère ainé  Jean II d'Opava dit Ferreus ou le Ferré, ils héritent conjointement du duché de Ratibor, et du duché de Krnov et Bruntál. Vers 1385/1405, une partie de  Bruntál est détachée afin de constituer un duché particulier pour Nicolas IV. Cependant le duc meurt vers 1406, célibataire et sans enfant et sa part de Bruntál revient à son frère ainé Jean II, qui reconstitue ainsi le patrimoine paternel dans sa totalité.

## Source de la traduction
- (en) Cet article est partiellement ou en totalité issu de l’article de Wikipédia en anglais intitulé « Nicholas IV, Duke of Ratibor-Bruntál » (voir la liste des auteurs).